# Liste der denkmalgeschützten Objekte in Wien/Mariahilf
Die Liste der denkmalgeschützten Objekte in Wien-Mariahilf enthält die 74 denkmalgeschützten unbeweglichen Objekte des 6. Wiener Gemeindebezirks Mariahilf.

## Denkmäler
| Foto |                 | Denkmal | Standort                                             | Beschreibung | Metadaten |
| ---- | --------------- | --- | ---------------------------------------------------- | --- | --- |
| ja   | Datei hochladen | Bezirksamt Mariahilf HERIS-ID: 13378 Objekt-ID: 9557 | Amerlingstraße 11 Standort KG: Mariahilf             | Das Gründerzeithaus mit reichem Fassadendekor und Eckturm wurde 1890 nach Plänen des Stadtbauamtes erbaut. | BDA-Hist.: Q38176631 Status: § 2a Stand der BDA-Liste: 2025-06-30 Name: Bezirksamt Mariahilf GstNr.: 47/17 Bezirksamt Mariahilf |
| ja   | Datei hochladen | Kath. Pfarr- und Wallfahrtskirche Maria Hilf, Mariahilfer Kirche HERIS-ID: 13379 Objekt-ID: 9558                                                          | Barnabitengasse Standort KG: Mariahilf               | Die Kirche entstand 1686–1689 durch den Architekten Sebastian Carlone d. J. und den Steinmetz Ambrosius Ferrethi an Stelle einer während der Zweiten Türkenbelagerung zerstörten Kapelle. Ab 1711 erhielt sie durch den Baumeister Franziskus Jänckl ihr heutiges Aussehen. | BDA-Hist.: Q251468 Status: § 2a Stand der BDA-Liste: 2025-06-30 Name: Kath. Pfarr- und Wallfahrtskirche Maria Hilf, Mariahilfer Kirche GstNr.: 1 Mariahilfer Kirche |
| ja   | Datei hochladen | Miethaus HERIS-ID: 14294 Objekt-ID: 10526 | Barnabitengasse 6 Standort KG: Mariahilf             | Das Biedermeier-Zinshaus aus dem Jahr 1808 hat eine genutete Fassade mit Sturzreliefs im Hauptgeschoß, die Putten beim Weinbau, Ranken und weibliche Gottheiten darstellen, sowie Lünettendekor im darüber gelegenen Geschoß. Das Portal ist durch Wappen haltende Genien verziert. | BDA-Hist.: Q37747521 Status: Bescheid Stand der BDA-Liste: 2025-06-30 Name: Miethaus GstNr.: 60 |
| ja   | Datei hochladen | Salvatorianerkolleg, ehem. Barnabitenkloster, Pfarrhof der Mariahilfer Kirche HERIS-ID: 16122 Objekt-ID: 12377                                            | Barnabitengasse 14 Standort KG: Mariahilf            | Das östlich der Barnabitengasse gelegene ehemalige Barnabitenkloster wurde 1768–1777 von Paul Uldarich Trientl errichtet. Der dreigeschoßige Bau mit additiver Gliederung und überhöhtem, durch eine Gesimsverkröpfung angedeutetem Mittelrisalit ist mit der Mariahilfer Kirche durch einen Gang über einem Schwibbogen verbunden. Unter dem Schwibbogen liegt das korbbogige Portal mit ionischer Doppelpilasterrahmung und Gebälk. Das Gebäude beherbergt unter anderem den Salvatorsaal (das ehemalige Sommerrefektorium) mit barocker Deckenmalerei sowie die Bibliothek, in der Bücher vom Anfang des 16. bis zum 19. Jahrhundert sowie das Archiv des Barnabitenkollegs mit Archivalien ab 1692 aufbewahrt werden. | BDA-Hist.: Q37808100 Status: § 2a Stand der BDA-Liste: 2025-06-30 Name: Salvatorianerkolleg, ehem. Barnabitenkloster, Pfarrhof der Mariahilfer Kirche GstNr.: 56/1 Barnabitenkloster, Mariahilf |
| ja   | Datei hochladen | Kreuzigungsgruppe HERIS-ID: 16056 Objekt-ID: 12310 Wien Kulturgut: 43583                                                                                  | bei Brückengasse 5 Standort KG: Mariahilf            | Die in einer Nische aufgestellten Kreuzigungsgruppe besteht aus einem Steinkruzifix aus dem zweiten Viertel des 19. Jahrhunderts sowie Figuren der Heiligen Maria und Johannes vermutlich aus dem 18. Jahrhundert. | BDA-Hist.: Q37806756 Status: § 2a Stand der BDA-Liste: 2025-06-30 Name: Kreuzigungsgruppe GstNr.: 1006 Crucifixion group Brückengasse, Vienna |
| ja   | Datei hochladen | Ladenfront einer ehem. Fleischerei HERIS-ID: 24032 Objekt-ID: 20405                                                                                       | Capistrangasse 3–5 Standort KG: Mariahilf            | Die Fassade im Bereich der ehemaligen Fleischerei ist mit weißen Wandfliesen verkleidet, Tür- und Fensterumrahmungen sowie der Sockel sind in schwarzen Fliesen ausgeführt. Rechts und links vom Eingang weisen Reliefs eines Widder- und eines Ochsenkopfes auf den seinerzeitigen Geschäftsgegenstand hin. | BDA-Hist.: Q37881145 Status: § 2a Stand der BDA-Liste: 2025-06-30 Name: Ladenfront einer ehem. Fleischerei GstNr.: 97/1 Capistrangasse Fleischerei |
| ja   | Datei hochladen | Viktor-Matejka-Stiege (bis 1998 Eggerthstiege) HERIS-ID: 14301 Objekt-ID: 10533                                                                           | Eggerthgasse zur Kaunitzgasse Standort KG: Mariahilf | Die secessionistische Stiegenanlage überwindet die Geländestufe zwischen Kaunitzgasse sowie Eggerthgasse und Luftbadgasse. | BDA-Hist.: Q2524194 Status: § 2a Stand der BDA-Liste: 2025-06-30 Name: Viktor-Matejka-Stiege (bis 1998 Eggerthstiege) GstNr.: 1563 Viktor-Matejka-Stiege |
| ja   | Datei hochladen | Biedermeierwohnhaus, ehem. Fezfabrik Volpini HERIS-ID: 12532 Objekt-ID: 8673                                                                              | Esterházygasse 10 Standort KG: Mariahilf             | Das 1810 von J. Koch errichtete Gebäude erhielt 1884 eine neue Fassade als Bürgerpalais in den Formen der Neorenaissance. Die beiden äußeren Achsen des Hauptgeschoßes sind als Erker ausgeführt. | BDA-Hist.: Q38132626 Status: Bescheid Stand der BDA-Liste: 2025-06-30 Name: Biedermeierwohnhaus, ehem. Fezfabrik Volpini GstNr.: 493 Haus Esterházygasse 10 |
| ja   | Datei hochladen | Wohnhaus HERIS-ID: 13374 Objekt-ID: 9553 | Esterházygasse 27 Standort KG: Mariahilf             | Das Anfang des 19. Jahrhunderts errichtete, 1835 umgebaute Bürgerhaus hat eine Fassade mit Lünettenfenstern. Die Einfahrt mit Platzlgewölbe führt in den langgestreckten Hof, der teilweise Arkaden und Pawlatschen aufweist. | BDA-Hist.: Q38176542 Status: Bescheid Stand der BDA-Liste: 2025-06-30 Name: Wohnhaus GstNr.: 581 Esterhazygasse 27, Mariahilf |
| ja   | Datei hochladen | Figuren am Eingang zum Esterházypark HERIS-ID: 15619 Objekt-ID: 11865                                                                                     | Esterházypark Standort KG: Mariahilf                 | Die vier barocken Steinfiguren stammen von der Attika des ehemaligen Lazansky-Hauses am Stock im Eisen und wurden 1886 an den jetzigen Standort übertragen. | BDA-Hist.: Q60661007 Status: § 2a Stand der BDA-Liste: 2025-06-30 Name: Figuren am Eingang zum Esterhazypark GstNr.: 48/9 Statues at Esterházypark |
| ja   | Datei hochladen | Wohnhaus HERIS-ID: 13384 Objekt-ID: 9563 | Fillgradergasse 3 Standort KG: Mariahilf             | Das 1827 erbaute Biedermeierzinshaus hat eine Fassade mit Blendpfeilerarkatur und Lünettendekor. | BDA-Hist.: Q38176739 Status: Bescheid Stand der BDA-Liste: 2025-06-30 Name: Wohnhaus GstNr.: 134 |
| ja   | Datei hochladen | Chemisches Institut der Technischen Universität Wien, ehem. k.k. Geniedirektion (Gebäude des technischen Militärkomitees) HERIS-ID: 13386 Objekt-ID: 9565 | Getreidemarkt 9 Standort KG: Mariahilf               | Das dreigeschoßige freistehende Gebäude mit repräsentativer Fassade zum seinerzeitigen Glacis wurde 1862–1864 nach Plänen des Offiziers Karl Pilhal errichtet. Der kubische Baukörper im Stil der ärarischen Architektur des Frühhistorismus mit kräftig akzentuierten Kanten und sprödem, flächengebundenem Dekor in Form von Quaderung, Nutung, Parapetreliefs und Konsolgesims hat einen überhöhten viergeschoßigen Mittelrisalit, dessen Mittelachse durch Balkons, Trophäenreliefs sowie einen Attikaaufsatz mit dem Doppeladler betont wird. | BDA-Hist.: Q1495467 Status: Bescheid Stand der BDA-Liste: 2025-06-30 Name: Chemisches Institut der Technischen Universität Wien, ehem. k.k. Geniedirektion (Gebäude des technischen Militärkomitees) GstNr.: 199 Geniedirektion |
| ja   | Datei hochladen | Amtshaus HERIS-ID: 16052 Objekt-ID: 12306 | Grabnergasse 4–6 Standort KG: Mariahilf              | Der ursprünglich dreigeschoßige frühhistoristische Zweckbau, im Kern ein ehemaliges Wasserwerk aus dem Jahr 1854, wurde 1879 aufgestockt und umgebaut. Im Bereich des Mittelrisalits des ursprünglichen Baus ist die Fassade in Backstein mit Lisenengliederung und kleinteiligem frühhistoristischem Dekor ausgeführt. | BDA-Hist.: Q481224 Status: § 2a Stand der BDA-Liste: 2025-06-30 Name: Amtshaus GstNr.: 876/1 Amtshaus Grabnergasse |
| ja   | Datei hochladen | U-Bahn-Station Gumpendorfer Straße, ehem. Stadtbahnstation HERIS-ID: 23496 Objekt-ID: 19850                                                               | Gumpendorfer Gürtel Standort KG: Mariahilf           | Diese Station entspricht dem Typ der Hochbahnstationen der Wiener Stadtbahn am Gürtel, die noch in einem klassizierenden Stil der Freien Renaissance gestaltet sind. Sie ersetzten die Torbauten des Linienwalls, sind daher in analoger Weise gestaltet und mit einem mittleren Durchgang versehen. Die Seitenteile sind pylonartig erhöht. Die Bahnsteige befinden sich im Obergeschoß hinter verglasten Pfeilerkolonaden, sie werden an der Außenfassade durch einen Architrav angezeigt, der dem Niveau der Anschlussbauwerke entspricht. Zum Teil ist die originale Ausstattung erhalten. | BDA-Hist.: Q2465698 Status: § 2a Stand der BDA-Liste: 2025-06-30 Name: U-Bahn-Station Gumpendorfer Straße, ehem. Stadtbahnstation GstNr.: 1625, 1651, 1622/8 Gumpendorfer Straße metro station |
| ja   | Datei hochladen | Hauptfeuerwache Mariahilf HERIS-ID: 15961 Objekt-ID: 12215                                                                                                | Gumpendorfer Gürtel 2, 2A Standort KG: Mariahilf     | Die 1912–1914 vom Stadtbauamt errichtete Feuerwache besteht aus mehreren formal differenzierten Bauten mit unterschiedlichen Aufgaben. Die Fassaden sind in Formen des Heimatstils mit Sprossenfenstern und kleinteiligem Reliefdekor in der Art der Wiener Werkstätte ausgeführt. Das dreigeschoßige Hauptgebäude hat einen Natursteinsockel; das Obergeschoß ist in Sichtziegeln mit reliefierten Fenstergewänden und Erkerkonsolen ausgeführt, auf dem Walmdach sitzen Dachhäuschen und eine Laterne. Die nordwestliche Gebäudekante ziert die Figur eines Feuerwehrmannes unter einem Baldachin. Die hofseitigen Trakte sind zweigeschoßig mit rundbogigen Einfahrten, darüber ein geschweifter Giebel mit Reliefschmuck, sowie Sattel- und Walmdächern ausgeführt. Anmerkung: Identadresse Eisvogelgasse 1A                                                       | BDA-Hist.: Q1589448 Status: § 2a Stand der BDA-Liste: 2025-06-30 Name: Hauptfeuerwache Mariahilf GstNr.: 1032/3 Hauptfeuerwache Mariahilf |
| ja   | Datei hochladen | Tiertränkebrunnen HERIS-ID: 16121 Objekt-ID: 12376 Wien Kulturgut: 43589                                                                                  | bei Gumpendorfer Straße 6 Standort KG: Mariahilf     | Der vom Bildhauer Josef Thorak und dem Architekten Adolf Stöckl geschaffene Brunnen wurde 1916 bei der Wiener Secession aufgestellt und 1968 an den jetzigen Standort versetzt. | BDA-Hist.: Q2432559 Status: § 2a Stand der BDA-Liste: 2025-06-30 Name: Tiertränkebrunnen GstNr.: 1600/10 Tiertränkebrunnen |
| ja   | Datei hochladen | Café Sperl HERIS-ID: 25480 Objekt-ID: 21908 | Gumpendorfer Straße 11-13 Standort KG: Mariahilf     | Das Kaffeehaus wurde 1880 eröffnet. Die Einrichtung mit Parkettboden, Thonet-Stühlen, Marmortischchen, Kristalllustern und Billardtischen stammt von Wilhelm Jelinek und Anton Groß. | BDA-Hist.: Q877553 Status: Bescheid Stand der BDA-Liste: 2025-06-30 Name: Café Sperl GstNr.: 230/1 Café Sperl |
| ja   | Datei hochladen | Wohnhaus, Zum Auge Gottes HERIS-ID: 13383 Objekt-ID: 9562                                                                                                 | Gumpendorfer Straße 73 Standort KG: Mariahilf        | Dieses Vorstadthaus aus josephinischer Zeit weist Plattendekor auf, die Fenster sind zu Bahnen zusammengefasst und zwei mittlere Achsen sind durch Nutung akzentuiert. Die Seitenfassade ist additiv gegliedert. Der rechteckige Hof hat an drei Seiten offene Pawlatschen. | BDA-Hist.: Q228927 Status: Bescheid Stand der BDA-Liste: 2025-06-30 Name: Wohnhaus, Zum Auge Gottes GstNr.: 550 Zum Auge Gottes |
| ja   | Datei hochladen | Marchetti-Haus HERIS-ID: 16054 Objekt-ID: 12308 | Gumpendorfer Straße 95 Standort KG: Mariahilf        | Das 1803 von Josef Adelpoldinger errichtete Haus wurde schon 1808 aufgestockt. Die Fassade wurde 1822 von Josef Klee umgestaltet und weist im Hauptgeschoß Bänderung sowie Medaillons über geraden Fensterverdachungen auf. Die Mittelachse ist durch das Portal sowie eine breite Lisenenrahmung des darüber gelegenen Fensters, ein Relief über dem Fenstersturz sowie Empireornamente hervorgehoben. | BDA-Hist.: Q37806730 Status: Bescheid Stand der BDA-Liste: 2025-06-30 Name: Marchetti-Haus GstNr.: 883 Marchettihaus |
| ja   | Datei hochladen | Kloster der Barmherzigen Schwestern mit Kapelle hl. Vinzenz von Paul HERIS-ID: 25482 Objekt-ID: 21910                                                     | Gumpendorfer Straße 108-110 Standort KG: Mariahilf   | Das Gebäude Gumpendorfer Straße 110 wurde 1833/34 erbaut, das benachbarte Gebäude Nr. 108 erst 1902/03. Dabei erhielten beide einheitliche langgestreckte historistische Fassaden, die teilweise in Sichtziegel ausgeführt sind. Im Gebäude Nr. 108 befindet sich ein Rechteckportal mit Sprenggiebel, darüber eine Rundbogennische mit einer Steinfigur des hl. Vinzenz von Paul, die von zwei anbetenden Engeln flankiert wird. Im Kloster wird eine aus der Spitalskirche Eggenburg stammende Holzfigur der Madonna mit Kind aus 1420 aufbewahrt. | BDA-Hist.: Q37894166 Status: § 2a Stand der BDA-Liste: 2025-06-30 Name: Kloster der Barmherzigen Schwestern mit Kapelle hl. Vinzenz von Paul GstNr.: 958, 959, 960, 945, 948 Kongregation der Barmherzige Schwestern vom heiligen Vinzenz von Paul in Wien-Gumpendorf                                                                                   |
| ja   | Datei hochladen | Fabriksgebäude mit ehem. Filmatelier der „Listo-Filmfabrik“ HERIS-ID: 15962 Objekt-ID: 12216                                                              | Gumpendorfer Straße 132 Standort KG: Mariahilf       | Die Fabrik wurde 1893 von Karl Stiegler als Sichtziegelbau ausgeführt. 1919 entstand der durchgehend verglaste, von einem Laufsteg umgebene Dachaufbau der Listo-Film, heute weltweit eines der letzten erhaltenen Naturlichtstudios. Im Hof ist ein monumentaler Kulissenaufzug aus dem Jahr 1922 in offener Betonständerkonstruktion erhalten. | BDA-Hist.: Q37804770 Status: Bescheid Stand der BDA-Liste: 2025-06-30 Name: Fabriksgebäude mit ehem. Filmatelier der "Listo-Filmfabrik" GstNr.: 1168 Gumpendorfer Straße 132, Vienna |
| ja   | Datei hochladen | Wohnhaus, Zum Haydn HERIS-ID: 14300 Objekt-ID: 10532 | Haydngasse 19 Standort KG: Mariahilf                 | Das Wohn- und Sterbehaus Joseph Haydns wurde 1793 als josephinisches Vorstadthaus mit Plattendekor erbaut. Veränderungen erfolgten 1820 und im Zuge einer Renovierung 1976–1978. Eine Gedenktafel erinnert an den Komponisten. | BDA-Hist.: Q37747980 Status: § 2a Stand der BDA-Liste: 2025-06-30 Name: Wohnhaus, Zum Haydn GstNr.: 1464 Haydn Wohnhaus, Mariahilf |
| ja   | Datei hochladen | Wohnhaus, Zum Roten Löwen HERIS-ID: 16050 Objekt-ID: 12304                                                                                                | Haydngasse 21 Standort KG: Mariahilf                 | Das Haus bietet mit dem benachbarten Haydnhaus ein Beispiel der seinerzeitigen josephinischen bzw. biedermeierlichen Verbauung. | BDA-Hist.: Q37806641 Status: Bescheid Stand der BDA-Liste: 2025-06-30 Name: Wohnhaus, Zum Roten Löwen GstNr.: 1461 Zum Roten Löwen, Haydngasse 21, Mariahilf |
| ja   | Datei hochladen | Wohnhaus HERIS-ID: 14293 Objekt-ID: 10525 | Joanelligasse 5 Standort KG: Mariahilf               | Das Anfang des 19. Jahrhunderts erbaute dreigeschoßige klassizistische Vorstadthaus ist mit Reliefs des Bildhauers Johann Nepomuk Schaller verziert. Die Portalachse ist mit Ranken und Genien, die einen Schild mit Monogramm tragen, dekoriert. Die Relieffriese im Mittelrisalit zeigen Merkur, Fortuna und Putten; in den Rücklagen daneben befinden sich Medaillons mit Kopfreliefs. Am Haustor sind Empirebeschläge vorhanden. | BDA-Hist.: Q37747478 Status: Bescheid Stand der BDA-Liste: 2025-06-30 Name: Wohnhaus GstNr.: 411 Joanelligasse 5 |
| ja   | Datei hochladen | E-Werk/Umspannwerk, Unterwerk Mariahilf (Batteriegebäude, Werkstätte und Maschinenhalle) HERIS-ID: 62002 Objekt-ID: 74505                                 | Kaunitzgasse 10 Standort KG: Mariahilf               | Der Industriebau aus dem ersten Viertel des 20. Jahrhunderts beherbergte zunächst das Dampfkraftwerk der Wiener Elektrizitätsgesellschaft, die 1907 vom Städtischen Elektrizitätswerk übernommen wurde, und dient seit Stilllegung des Kraftwerks als Teil eines Umspannwerkes. | BDA-Hist.: Q1158822 Status: Bescheid Stand der BDA-Liste: 2025-06-30 Name: E-Werk/Umspannwerk, Unterwerk Mariahilf (Batteriegebäude, Werkstätte und Maschinenhalle) GstNr.: 483 |
| ja   | Datei hochladen | Wohn- und Geschäftshaus HERIS-ID: 76513 Objekt-ID: 90092                                                                                                  | Königsklostergasse 7 Standort KG: Mariahilf          | Das späthistoristische sechsgeschoßige Zinshaus, dessen Eckbereich durch einen Turmaufsatz betont wird, entstand 1905 nach Plänen des Architekten Leopold Fuchs. | BDA-Hist.: Q38144578 Status: Bescheid Stand der BDA-Liste: 2025-06-30 Name: Wohn- und Geschäftshaus GstNr.: 164/3 |
| ja   | Datei hochladen | Wohnhaus HERIS-ID: 22741 Objekt-ID: 19080 | Köstlergasse 3 Standort KG: Mariahilf                | Das 1899 von Otto Wagner errichtete Gebäude bildet mit den benachbarten Häusern Linke Wienzeile 38 und 40 ein zusammenhängendes Ensemble. Die Fassade ist durch Eckpylonen mit Aufsätzen sowie eine weit vorspringende Traufe eingerahmt; über einem genuteten Sockel sind drei Obergeschoße durch eine große Pilastergliederung zusammengefasst. Das rechteckige Portal mit Oberlichte befindet sich in der Mittelachse; die beiden Türflügel haben schmiedeeiserne Gitter in secessionistischen Formen. | BDA-Hist.: Q28534298 Status: Bescheid Stand der BDA-Liste: 2025-06-30 Name: Wohnhaus GstNr.: 332/3 Köstlergasse 3 |
| ja   | Datei hochladen | Gumpendorfer Pfarrkirche Hl. Ägidius, Ägidikirche HERIS-ID: 23494 Objekt-ID: 19848                                                                        | Kurt-Pint-Platz Standort KG: Mariahilf               | Die barocke Kirche wurde 1765–1770 etwas nördlich vom romanisch-gotischen Vorgängerbau durch Franz Rosenstingl errichtet; Kirchturm und Fassade entstanden 1792 durch Josef Reymund. Erweiterungen erfolgten 1820 und 1908. | BDA-Hist.: Q1554499 Status: § 2a Stand der BDA-Liste: 2025-06-30 Name: Gumpendorfer Pfarrkirche Hl. Ägidius, Ägidikirche GstNr.: 1004 Ägydiuskirche Gumpendorf, Vienna |
| ja   | Datei hochladen | Miethaus HERIS-ID: 113708 Objekt-ID: 132073seit 2021 | Laimgrubengasse 4 Standort KG: Mariahilf             | Das 1913/14 von Hugo Gorge errichtete Gebäude weist bereits auf die Architektur der Zwischenkriegszeit voraus. Über dem Eingang befindet sich ein glasiertes Majolikarelief. | BDA-Hist.: Q105674936 Status: Bescheid Stand der BDA-Liste: 2025-06-30 Name: Miethaus GstNr.: 255 Laimgrubengasse 4, Vienna |
| ja   | Datei hochladen | Beethovenhaus (Wohnhaus m. Beethoven-Gedenkstätte) HERIS-ID: 14296 Objekt-ID: 10528                                                                       | Laimgrubengasse 22 Standort KG: Mariahilf            | 1782 erbautes, 1830 aufgestocktes josephinisches Vorstadt-Zinshaus mit flachem Mittelrisalit mit dorischer Pilastergliederung und kleinteiligen Sturzreliefs. Eine Gedenktafel erinnert an Ludwig van Beethoven, der 1822/23 in dem Haus wohnte. | BDA-Hist.: Q37747597 Status: Bescheid Stand der BDA-Liste: 2025-06-30 Name: Beethovenhaus (Wohnhaus m. Beethoven-Gedenkstätte) GstNr.: 135 Laimgrubengasse 22 |
| ja   | Datei hochladen | Ehemaliges Hofkulissendepot, sogenanntes „Semper-Depot“, heute Atelierhaus der Akademie der bildenden Künste Wien HERIS-ID: 14297 Objekt-ID: 10529        | Lehárgasse 6-8 Standort KG: Mariahilf                | Das 1873 von Gottfried Semper und Carl von Hasenauer errichtete Kulissendepot und -werkstätte dient heute als Veranstaltungsort und als Ateliergebäude der Akademie der bildenden Künste. | BDA-Hist.: Q2269453 Status: Bescheid Stand der BDA-Liste: 2025-06-30 Name: Ehem. Hofkulissendepot, sog. "Semper-Depot", heue Atelierhaus der Akademie der bildenden Künste GstNr.: 228 Semper-Depot |
| ja   | Datei hochladen | Postgebäude, Ehem. Staats-Telefonzentrale HERIS-ID: 5075 Objekt-ID: 937                                                                                   | Lehárgasse 7 Standort KG: Mariahilf                  | Das späthistoristische Gebäude mit Riesenpilastergliederung und Neorenaissancedekor entstand 1897/98 nach Plänen von Eugen Fassbender. | BDA-Hist.: Q38172445 Status: Bescheid Stand der BDA-Liste: 2025-06-30 Name: Postgebäude, Ehem. Staats-Telefonzentrale GstNr.: 213/3 Ehemalige Staats-Telefonzentrale Lehárgasse |
| ja   | Datei hochladen | Theater an der Wien sowie Papagenotor HERIS-ID: 23492 Objekt-ID: 19846 Wiener Wohnen: 333                                                                 | Linke Wienzeile 6 Standort KG: Mariahilf             | Das Theater wurde 1800–1801 nach Plänen von Joseph Reymund d. J. und Anton Jäger errichtet und seither mehrfach umgebaut, darunter 1901 und 1902 durch das Büro Fellner & Helmer und 1960–1962 durch Otto Niedermoser. Außen ist vom ursprünglichen Bau nur noch das Papagenotor als dreiachsiger Portikus erhalten, dessen figuraler Aufsatz Emanuel Schikaneder als Papageno mit Knaben zeigt. Die Fassade zur Linken Wienzeile mit dem heutigen Haupteingang präsentiert sich in der Gestaltung durch Fellner & Helmer als sechsgeschoßiges Eckhaus mit ausgebautem Mansarddach, Erkern mit Helmen und Dachgiebeln sowie secessionistischem Dekor. Anmerkung: Identadresse Millöckergasse 1 | BDA-Hist.: Q374336 Status: Bescheid Stand der BDA-Liste: 2025-06-30 Name: Theater an der Wien sowie Papagenotor GstNr.: 212/1, 212/2 Theater an der Wien |
| ja   | Datei hochladen | Miethaus HERIS-ID: 26009 Objekt-ID: 22463 | Linke Wienzeile 38 Standort KG: Mariahilf            | Die 1898/99 von Otto Wagner unter Beteiligung seiner Schüler errichteten sechsgeschoßigen Zinshäuser Linke Wienzeile 38 und 40 mit vorgezogenen Traufen in gleicher Höhe sowie durchlaufenden Gitterbalkons bilden mit dem ebenfalls von Wagner erbauten Haus Köstlergasse 3 ein geschlossenes Ensemble. Die Fassadenflächen sind durch Pylonen mit Figurenaufsätzen von Othmar Schimkowitz eingerahmt. Die Fassade an der Wienzeile trägt reichen vergoldeten secessionistischen Dekor (u. a. Reliefmedaillons mit Frauenköpfen von Koloman Moser), der gegen das oberste Geschoß hin dichter wird. Die dreiachsige abgerundete Baukante an der Ecke zur Köstlergasse öffnet sich im obersten Geschoß in einer Loggia und ist von der konkav einschwingenden Attika hinterfangen. Der Entwurf für das in der Köstlergasse 1 gelegene Haustor stammt von Jože Plečnik. | BDA-Hist.: Q19951117 Status: Bescheid Stand der BDA-Liste: 2025-06-30 Name: Miethaus GstNr.: 332/1 Linke Wienzeile 38 |
| ja   | Datei hochladen | Majolika-Haus HERIS-ID: 22740 Objekt-ID: 19079 | Linke Wienzeile 40 Standort KG: Mariahilf            | Die Fassade des von Otto Wagner erbauten Hauses ist mit farbigen Fliesen verkleidet, die eine von Alois Ludwig entworfene secessionistische florale Dekoration in Rosa, Blau und Grün auf crémefarbigem Grund bilden. In den oberen Geschoßen verdichtet sich der Dekor; auch Gesims und Traufe tragen kleinteiligen farbigen Dekor. Unterhalb des Kranzgesimses verläuft eine Reihe reliefierter Löwenköpfe. | BDA-Hist.: Q19951120 Status: Bescheid Stand der BDA-Liste: 2025-06-30 Name: Majolika-Haus GstNr.: 332/2 Majolikahaus |
| ja   | Datei hochladen | Unfallversicherungsanstalt der Eisenbahner HERIS-ID: 13385 Objekt-ID: 9564                                                                                | Linke Wienzeile 48-52 Standort KG: Mariahilf         | Das monumentale, repräsentative Bürogebäude wurde 1910–1912 nach Plänen von Hubert Gessner errichtet. Die in neoklassizistischen Formen gestaltete Fassade ist in Ständerbauweise mit senkrechter Gliederung und von Säulen flankierten Bay windows (erkerartig vorspringenden Fenstern) in der zweigeschoßigen Attikazone ausgeführt. Die breit abgerundete Kante ist durch schmale, mit dem Gebälk verschnittenen Erkerzonen aufgelockert; auf den Schnittstellen sind drei Gruppen von je drei überlebensgroßen Figuren aus Kunststein von Anton Hanak aufgestellt. | BDA-Hist.: Q38176791 Status: Bescheid Stand der BDA-Liste: 2025-06-30 Name: Unfallversicherungsanstalt der Eisenbahner GstNr.: 300 Versicherung der österreichischen Eisenbahnen |
| ja   | Datei hochladen | Würstelhütte HERIS-ID: 14298 Objekt-ID: 10530 | gegenüber Linke Wienzeile 54 Standort KG: Mariahilf  | Die freistehende, gemauerte Hütte, welche als Wiener Würstelstand genutzt wurde war, als Teil des Naschmarktes, einer der ersten festen Standorte, die ansonsten erst um 1970 aufkamen. | BDA-Hist.: Q37747733 Status: § 2a Stand der BDA-Liste: 2025-06-30 Name: Würstelhütte GstNr.: 1586/9 Würstelhütte, Linke Wienzeile |
| ja   | Datei hochladen | Zentralberufsschule HERIS-ID: 13371 Objekt-ID: 9550 | Linke Wienzeile 180 Standort KG: Mariahilf           | Der große freistehende Baukomplex wurde 1909–1911 auf dem Gelände eines ehemaligen Schlachthofs errichtet. Die Pläne stammten von Rudolf Hammel, Ausführende waren Karl Krepp, Friedrich Mahler und Albrecht Michler. Die langgestreckte, symmetrisch gestaltete Hauptfassade mit Ständergliederung und durch Dachaufbauten überhöhte Risaliten schuf Ernst Pliwa. | BDA-Hist.: Q38176429 Status: § 2a Stand der BDA-Liste: 2025-06-30 Name: Zentralberufsschule GstNr.: 1032/2 Erste Zentralberufsschule der Stadt Wien |
| ja   | Datei hochladen | Wohnhaus HERIS-ID: 40916 Objekt-ID: 41139 | Luftbadgasse 3 Standort KG: Mariahilf                | Das Biedermeier-Wohnhaus mit Reliefdekor stammt aus der Zeit um 1820. | BDA-Hist.: Q37997053 Status: Bescheid Stand der BDA-Liste: 2025-06-30 Name: Wohnhaus GstNr.: 408 |
| ja   | Datei hochladen | Evang. Pfarrkirche A.B., Gustav-Adolf-Kirche HERIS-ID: 15960 Objekt-ID: 12214                                                                             | Lutherplatz 1 Standort KG: Mariahilf                 | Die evangelische Kirche A.B. entstand 1846–1849 als erste evangelische Kirche im Bereich der Vorstadt nach Plänen von Ludwig Förster. Der blockhaft geschlossene freistehende frühhistoristische Bau ist zweizonig gegliedert; die einzelnen Bauteile sind durch Ecklisenen, Friese und rundum geführte Gesimse konturiert. Die Fassade ist in Form einer dreiachsigen Basilika ausgeführt, der vortretende Mittelteil mit einem Rundbogenfries abgeschlossen. Unter einem Rosettenfenster im Mittelteil befindet sich das Säulenädikula-Portal. Der Innenraum umfasst unter anderem ein Taufbecken aus Zink nach einem Entwurf von Theophil Hansen. | BDA-Hist.: Q1555462 Status: § 2a Stand der BDA-Liste: 2025-06-30 Name: Evang. Pfarrkirche A.B., Gustav-Adolf-Kirche GstNr.: 1106 Gustavus Adolphus Church, Vienna |
| ja   | Datei hochladen | Wohnhaus, Teil des Ludwig-Komplexes HERIS-ID: 40917 Objekt-ID: 41141                                                                                      | Magdalenenstraße 30, 32 Standort KG: Mariahilf       | Das Haus „Zum Münzwardein“ (Magdalenenstraße 32) entstand Anfang des 19. Jahrhunderts und wurde schon 1824 verändert. 1889 erhielt das dreigeschoßige Haus zusammen mit dem Nachbargebäude Hofmühlgasse 14 (ident: Münzwardeingasse 2) eine Fassade mit additiver Gliederung in neobarocken Formen. | BDA-Hist.: Q37997063 Status: Bescheid Stand der BDA-Liste: 2025-06-30 Name: Wohnhaus, Teil des Ludwig-Komplexes GstNr.: 533/1, 533/3, 533/4 Magdalenenstraße 30-32 |
| ja   | Datei hochladen | Bundesrealgymnasium HERIS-ID: 24038 Objekt-ID: 20411 | Marchettigasse 3 Standort KG: Mariahilf              | Der viergeschoßige Bau mit additiver Gliederung und geraden Fensterverdachungen entstand 1879–1881 durch Carl Schlimp. Erdgeschoß, Seitenrisalite und der Portalbereich mit Reliefdekor sind durch Putz gegen die Sichtziegelwand abgesetzt. | BDA-Hist.: Q37881204 Status: § 2a Stand der BDA-Liste: 2025-06-30 Name: Bundesrealgymnasium GstNr.: 876/2 BRG6 Marchettigasse |
| ja   | Datei hochladen | Obelisk (Leuchtobelisk) HERIS-ID: 16057 Objekt-ID: 12311 Wien Kulturgut: 43388                                                                            | Mariahilfer Gürtel Standort KG: Mariahilf            | Der Obelisk wurde durch Johann Nepomuk Scheiringer und Johann Scherpe geschaffen und erinnert durch eine Gedenktafel an die Anlegung der Grünanlagen auf dem Gürtel zwischen Nussdorfer Straße und Wiental in den Jahren 1898–1906 unter Bürgermeister Karl Lueger. | BDA-Hist.: Q37806782 Status: § 2a Stand der BDA-Liste: 2025-06-30 Name: Obelisk (Leuchtobelisk) GstNr.: 1446/4 Obelisk Mariahilfer Gürtel |
| ja   | Datei hochladen | Haydn-Denkmal HERIS-ID: 13375 Objekt-ID: 9554 Wien Kulturgut: 43590                                                                                       | Mariahilfer Straße Standort KG: Mariahilf            | Das vor der Mariahilfer Kirche aufgestellte Denkmal wurde 1887 errichtet. Den Sockel schuf Otto Hieser, die Marmorfigur des Komponisten Heinrich Natter. | BDA-Hist.: Q38176572 Status: § 2a Stand der BDA-Liste: 2025-06-30 Name: Haydn-Denkmal GstNr.: 1538 Haydn monument, Vienna |
| ja   | Datei hochladen | Raimundhaus, Zum goldenen Hirschen HERIS-ID: 13364 Objekt-ID: 9542                                                                                        | Mariahilfer Straße 45 Standort KG: Mariahilf         | Das Geburtshaus des Dichters Ferdinand Raimund entstand Ende des 18. Jahrhunderts. Das ursprünglich dreigeschoßige Haus wurde 1863 aufgestockt und erhielt eine frühhistoristische Fassade mit kleinteiligem Dekor. Das repräsentative Portal mit Hauszeichen stammt aus der Entstehungszeit des Gebäudes. | BDA-Hist.: Q38176214 Status: Bescheid Stand der BDA-Liste: 2025-06-30 Name: Raimundhaus, Zum goldenen Hirschen GstNr.: 81/1, 81/3, 81/5 Raimundhaus, Zum goldenen Hirschen, Vienna |
| ja   | Datei hochladen | Wohnhaus, Zum großen Blumenstock, Zur Mariahilf HERIS-ID: 13377 Objekt-ID: 9556                                                                           | Mariahilfer Straße 55 Standort KG: Mariahilf         | Das Vorstadthaus mit hofseitiger Arkatur wurde um 1770 erbaut. | BDA-Hist.: Q38176624 Status: Bescheid Stand der BDA-Liste: 2025-06-30 Name: Wohnhaus, Zum großen Blumenstock, Zur Mariahilf GstNr.: 55 Zum großen Blumenstock, Zur Mariahilf, Vienna |
| ja   | Datei hochladen | Wohnhaus, Café Ritter HERIS-ID: 4169 Objekt-ID: 7seit 2014                                                                                                | Mariahilfer Straße 73 Standort KG: Mariahilf         | Dieses von der Straße zurückgesetzte Haus wurde 1887 gemeinsam mit den zwei Nachbarhäusern von Oskar Merz erbaut. Die Einrichtung des Café Ritter im Erdgeschoß stammt aus dem frühen 20. Jahrhundert und ist größtenteils erhalten geblieben. | BDA-Hist.: Q38085666 Status: Bescheid Stand der BDA-Liste: 2025-06-30 Name: Wohnhaus, Café Ritter GstNr.: 47/4 |
| ja   | Datei hochladen | Unterirdische WC-Anlage HERIS-ID: 13841 Objekt-ID: 10055                                                                                                  | vor Mariahilfer Straße 75 Standort KG: Mariahilf     | Die Toilettenanlage wurde 1913 durch den Unternehmer Wilhelm Beetz, der ein Patent für geruchsarme WC-Anlagen erworben hatte, aufgrund eines Vertrags mit der Stadt Wien errichtet. Der Eingangsbereich und die Holzverkleidungen mit eingesetzten Glasfenstern sind in Formen des Jugendstils gestaltet. | BDA-Hist.: Q37714999 Status: § 2a Stand der BDA-Liste: 2025-06-30 Name: Unterirdische WC-Anlage GstNr.: 1506/1 Bedürfnisanstalt (Wien 06, Mariahilfer Straße, ObjektID: 10055) |
| ja   | Datei hochladen | Volksschule der Stadt Wien HERIS-ID: 24036 Objekt-ID: 20409                                                                                               | Mittelgasse 24 Standort KG: Mariahilf                | Das viergeschoßige historistische Schulgebäude wurde Ende des 19. bzw. Anfang des 20. Jahrhunderts erbaut. Oberhalb des Erdgeschoßes ist die Sichtziegelfassade durch Putzlisenen, ein Kordongesims über dem dritten und das Dachgesims über dem vierten Geschoß gegliedert. Die Fenster im Hauptgeschoß sind durch abwechselnde Dreiecksgiebel- und Segmentbogenverdachungen hervorgehoben. | BDA-Hist.: Q37881185 Status: § 2a Stand der BDA-Liste: 2025-06-30 Name: Volksschule der Stadt Wien GstNr.: 1423/1 |
| ja   | Datei hochladen | Ehem. Arbeiter-Krankenkasse, Bezirksmuseum Mariahilf HERIS-ID: 25481 Objekt-ID: 21909                                                                     | Mollardgasse 8 Standort KG: Mariahilf                | Der mächtige fünfgeschoßige neoklassizistische Bau entstand 1913/14 nach Plänen von Johann Rothmüller. Der Dekor der sparsam gegliederten Fassade ist teilweise in Formen der Wiener Werkstätte ausgeführt. Innentüren, Gitter, Handläufe, Geländer und Stiegenhausfenster sind original erhalten. In diesem Gebäude ist das Bezirksmuseum Mariahilf untergebracht. | BDA-Hist.: Q37894137 Status: Bescheid Stand der BDA-Liste: 2025-06-30 Name: Ehem. Arbeiter-Krankenkasse, Bezirksmuseum Mariahilf GstNr.: 524 Mollardgasse 8 |
| ja   | Datei hochladen | Wohnhausanlage der Gemeinde Wien, Einstein-Hof HERIS-ID: 5068 Objekt-ID: 930 Wiener Wohnen: 105                                                           | Mollardgasse 30-32 Standort KG: Mariahilf            | Adolf Hoch war der Architekt der 1949–1952 errichteten Wohnhausanlage. Die fünf- bis siebengeschoßigen Baukörper entlang Mollard- und Grabnergasse sind an der Ecke durch ein eingeschoßiges Ecklokal mit zwei parallel geführten Gesimsbändern verbunden. In der Anlage ist eine siebenteilige Gruppe von Bronze-Spielfiguren „Ponys“ des Bildhauers Mario Petrucci aufgestellt. An der Hofseite des integrierten Kindergartens befindet sich ein Keramikrelief „Spielende Kinder“ von Adele Stadler. | BDA-Hist.: Q38154194 Status: § 2a Stand der BDA-Liste: 2025-06-30 Name: Wohnhausanlage der Gemeinde Wien, Einstein-Hof GstNr.: 863/1 Einstein-Hof, Vienna |
| ja   | Datei hochladen | Jubiläumswerkstättenhof HERIS-ID: 13370 Objekt-ID: 9549                                                                                                   | Mollardgasse 85, 85A Standort KG: Mariahilf          | Das Werkstättengebäude für Kleingewerbetreibende mit anschließenden Volkswohnungen entstand 1908/09 durch Otto Richter und Leopold Ramsauer. Die vierflügelige, an drei Seiten freistehende Anlage in Form eines Rechtecks umschließt einen großen Hof. Die entlang der Straßen angeordneten Werkstättentrakte sind durch pilasterartige Mauerpfeiler mit Sichtziegelverkleidung gegliedert, zwischen denen große Fenster angeordnet sind. Die Fassade zur Hornbostelgasse ist mit weit vorspringenden Risaliten gestaltet. | BDA-Hist.: Q38176393 Status: Bescheid Stand der BDA-Liste: 2025-06-30 Name: Jubiläumswerkstättenhof GstNr.: 1032/1 Kaiser-Franz-Josef-Jubiläumswerkstätten-Hof |
| ja   | Datei hochladen | Kommunaler Wohnbau, Leuthner-Hof HERIS-ID: 13778 Objekt-ID: 9989 Wiener Wohnen: 104                                                                       | Mollardgasse 89 Standort KG: Mariahilf               | Der Wohnbau in Blockrandverbauung um einen großen Innenhof, von dem aus die einzelnen Stiegenhäuser zugänglich sind, wurde 1931/32 durch Georg Rupprecht errichtet. Die Fassade ist ohne Dekor gestaltet und durch schwach ausgeprägte Risalite sowie ein breites, bandförmiges Kranzgesims als zweischichtiges Wandsystem, zur Linken Wienzeile hin auch durch Balkone gegliedert. | BDA-Hist.: Q28923977 Status: § 2a Stand der BDA-Liste: 2025-06-30 Name: Wohnhausanlage der Gemeinde Wien, Leuthner-Hof GstNr.: 1032/12 Leuthner-Hof |
| ja   | Datei hochladen | Wohnhaus, Bernhard-Ludwig-Haus HERIS-ID: 13192 Objekt-ID: 9360                                                                                            | Münzwardeingasse 2 Standort KG: Mariahilf            | Das strenghistoristisch gegliederte Zinshaus mit Erkern und Eckaufsätzen wurde 1889 von Carl Langhammer für den Hoftischler Bernhard Hieronymus Ludwig erbaut. Von Letzterem stammt die gut erhaltene späthistoristische Innenausstattung mit dekorativen Täfelungen in reichem Dekor. Zum Teil ist die originale Möblierung erhalten. Identanschrift: Hofmühlgasse 14 | BDA-Hist.: Q38172262 Status: Bescheid Stand der BDA-Liste: 2025-06-30 Name: Wohnhaus, Bernhard-Ludwig-Haus GstNr.: 533/2 Bernhard-Ludwig-Haus, Münzwardeingasse 2, Mariahilf |
| ja   | Datei hochladen | Wohnhaus HERIS-ID: 13380 Objekt-ID: 9559 | Nelkengasse 1 Standort KG: Mariahilf                 | Das dreigeschoßige Vorstadthaus mit Eckaufsatz auf einem spitzwinkeligen Eckgrundstück entstand 1834. | BDA-Hist.: Q38176657 Status: Bescheid Stand der BDA-Liste: 2025-06-30 Name: Wohnhaus GstNr.: 19 Nelkengasse 1 |
| ja   | Datei hochladen | Haus der Begegnung, VHS Mariahilf HERIS-ID: 13372 Objekt-ID: 9551                                                                                         | Otto-Bauer-Gasse 7, 9 Standort KG: Mariahilf         | Wilhelm Stiassny errichtete 1903 den Zinshausblock zwischen Loquaiplatz, Königsegggasse und Otto-Bauer-Gasse. Die reich dekorierte Fassade ist durch Balkone, Riesenpilaster, Giebel und Eckkuppeln gegliedert. Der Mittelgiebel ist durch eine Apollomaske verziert. Anmerkung: Identadressen Königseggasse 10, Loquaiplatz 9 | BDA-Hist.: Q38176491 Status: § 2a Stand der BDA-Liste: 2025-06-30 Name: Haus der Begegnung, VHS Mariahilf GstNr.: 728/30 Otto-Bauer-Gasse 7-9, Vienna |
| ja   | Datei hochladen | Rahlstiege HERIS-ID: 13368 Objekt-ID: 9547 | Rahlgasse Standort KG: Mariahilf                     | Die 1870 durch das Stadtbauamt errichtete strenghistoristische Stiegenanlage verbindet die Mariahilfer Straße mit der tiefer gelegenen Rahlgasse. Wie diese ist sie nach dem Maler Carl Rahl benannt. | BDA-Hist.: Q2127408 Status: § 2a Stand der BDA-Liste: 2025-06-30 Name: Rahlstiege GstNr.: 1600/10 Rahlstiege |
| ja   | Datei hochladen | Gänsemädchenbrunnen an der Rahlstiege HERIS-ID: 13369 Objekt-ID: 9548 Wien Kulturgut: 43588                                                               | Rahlstiege Standort KG: Mariahilf                    | Der 1865/66 von Anton Paul Wagner geschaffene Brunnen stand zunächst auf der Alten Brandstatt beim Stephansplatz, ab 1879 vor der Mariahilfer Kirche, wo er aber 1886 dem Haydn-Denkmal weichen musste, und seither auf dem jetzigen Platz. | BDA-Hist.: Q1558800 Status: § 2a Stand der BDA-Liste: 2025-06-30 Name: Gänsemädchenbrunnen an der Rahlstiege GstNr.: 1600/10 Gänsemädchenbrunnen (Rahlstiege) |
| ja   | Datei hochladen | Volksschule der Stadt Wien HERIS-ID: 24044 Objekt-ID: 20417                                                                                               | Rahlgasse 2 Standort KG: Mariahilf                   | Das strenghistoristische Gebäude entstand im dritten Viertel des 19. Jahrhunderts. | BDA-Hist.: Q37881244 Status: § 2a Stand der BDA-Liste: 2025-06-30 Name: Volksschule der Stadt Wien GstNr.: 1600/8 Volksschule Rahlgasse 2 |
| ja   | Datei hochladen | Bundesrealgymnasium HERIS-ID: 24043 Objekt-ID: 20416 | Rahlgasse 4 Standort KG: Mariahilf                   | Der Baugrund war ursprünglich Eigentum des 1858 geschaffenen Wiener Stadterweiterungsfonds, von dem er anfangs der 1870er Jahre, gestützt auf Spendengelder, zu sehr günstigen Bedingungen an den Ersten Wiener Frauen-Erwerb-Verein kam. Ende Juni 1873 wurde das von Architekt Ladislaus von Mojsisovics († 1888 in Wien) geplante Vereins- und Schulhaus begonnen, im Juli 1874 bezogen und am 11. Oktober 1874 eröffnet. Die historistische Fassade des Schulbaus ist in korinthischer Riesenordnung gegliedert. | BDA-Hist.: Q37881224 Status: § 2a Stand der BDA-Liste: 2025-06-30 Name: Bundesrealgymnasium GstNr.: 1600/7 Gymnasium Rahlgasse |
| ja   | Datei hochladen | Wohnhaus HERIS-ID: 16051 Objekt-ID: 12305 | Sandwirtgasse 6 Standort KG: Mariahilf               | Das zweigeschoßige Bürgerpalais entstand um 1860. Die Fassade mit Portal-Erker-Gruppe ist im Stil der Tudor-Gotik dekoriert. | BDA-Hist.: Q37806675 Status: Bescheid Stand der BDA-Liste: 2025-06-30 Name: Wohnhaus GstNr.: 747 |
| ja   | Datei hochladen | Wohnhaus HERIS-ID: 13381 Objekt-ID: 9560 | Schadekgasse 4 Standort KG: Mariahilf                | Das spätbiedermeierliche Haus wurde 1835 erbaut. Die Fassade weist eine flache Quaderung, ein hohes Erdgeschoß mit Rundbogenöffnungen sowie einen in der äußerst rechten Fensterachse im Hauptgeschoß gelegenen Erker auf. In diesem Haus lebten und starben die Architekten August Sicard von Sicardsburg und Eduard van der Nüll. | BDA-Hist.: Q38176674 Status: Bescheid Stand der BDA-Liste: 2025-06-30 Name: Wohnhaus GstNr.: 8/1 Schadekgasse 4 |
| ja   | Datei hochladen | Wohnhaus HERIS-ID: 95171 Objekt-ID: 110451 | Schmalzhofgasse 9 Standort KG: Mariahilf             | Das 1811 erbaute dreigeschoßige Biedermeier-Vorstadthaus ist durch flache Seitenrisalite mit großer ionischer Pilasterordnung und einem flachen Mittelrisalit zur Hirschengasse gegliedert. Die Einfahrt ist von Doppellisenen eingefasst. Der Dekor entspricht Nr. 11. | BDA-Hist.: Q37765771 Status: Bescheid Stand der BDA-Liste: 2025-06-30 Name: Wohnhaus GstNr.: 644 |
| ja   | Datei hochladen | Wohnhaus HERIS-ID: 24035 Objekt-ID: 20408seit 2017 | Schmalzhofgasse 11 Standort KG: Mariahilf            | Das Haus wurde 1811 erbaut und in den 1830er-Jahren umgebaut. Der Dekor entspricht Nr. 9, die flachen Seitenrisalite weisen ionische Pilasterordnung auf. | BDA-Hist.: Q37881165 Status: Bescheid Stand der BDA-Liste: 2025-06-30 Name: Wohnhaus GstNr.: 642, 643/1 |
| ja   | Datei hochladen | Miethaus HERIS-ID: 23493 Objekt-ID: 19847 | Schmalzhofgasse 16 Standort KG: Mariahilf            | Das frühhistoristische Zinshaus entstand 1849 nach Plänen von Jakob Flucher. Die dreigeschoßige Fassade ist durch Gesimse auf flach gequadertem Hintergrund gegliedert; in der Beletage sind Parapetreliefs mit Köpfen angebracht. Die mittlere Doppelachse ist durch einen Dreiecksgiebel hervorgehoben. Die Einfahrt ist durch korinthische Pilaster gegliedert und hat ein Tonnengewölbe mit Stuckrippen. | BDA-Hist.: Q37876729 Status: Bescheid Stand der BDA-Liste: 2025-06-30 Name: Miethaus GstNr.: 624 Schmalzhofgasse 16, Vienna |
| ja   | Datei hochladen | Wohnhaus, Zum römischen Kaiser HERIS-ID: 13376 Objekt-ID: 9555                                                                                            | Stiegengasse 9 Standort KG: Mariahilf                | Das Haus entstand um 1790 und wurde im ersten Viertel des 19. Jahrhunderts verändert. Der Name kommt von einem Porträtrelief Kaiser Josephs II. über der Türe. | BDA-Hist.: Q38176603 Status: Bescheid Stand der BDA-Liste: 2025-06-30 Name: Wohnhaus, Zum römischen Kaiser GstNr.: 313 Miethaus Stiegengasse 9, Wien-Mariahilf |
| ja   | Datei hochladen | Bürgerhaus HERIS-ID: 13367 Objekt-ID: 9545 | Stumpergasse 3 Standort KG: Mariahilf                | 1826 von Josef Klee erbaut, ist das dreigeschoßige Vorstadthaus der Rest der früheren biedermeierlichen Verbauung. Die Fassade ist durch Gesimse und durch Blendpfeilerarkatur im Erdgeschoß gegliedert; in den Lünetten sind Reliefs mit Darstellungen von Göttinnen und Putten angebracht. | BDA-Hist.: Q38176346 Status: Bescheid Stand der BDA-Liste: 2025-06-30 Name: Bürgerhaus GstNr.: 926, 927 Stumpergasse 3, Vienna |
| ja   | Datei hochladen | Eisenbahnbrücke, Otto-Wagner-Brücke über die Wienzeile samt Anschlussbauwerken HERIS-ID: 40918 Objekt-ID: 41142                                           | Wienzeile Standort KG: Mariahilf und Sechshaus       | Die Brücke über die Wienzeile ist eine aus drei Teilbrücken bestehende Strecke der Gürtellinie der Wiener Stadtbahn und wurde 1895–1898 erbaut. Sie beschreibt einen 250 Meter langen Bogen von Norden nach Westen. Der südliche Brückenteil mit seinen die Brücke 13,7 Metern überragenden Pylonen ist der künstlerisch aufwändigste Teil. Sie wurde nach jahrelanger Diskussion um einen etwaigen Abbruch 1984 unter Schutz gestellt und in den anschließenden Jahren für die U-Bahn adaptiert. | BDA-Hist.: Q64764920 Status: Bescheid Stand der BDA-Liste: 2025-06-30 Name: Eisenbahnbrücke, Otto Wagner-Brücke über die Wienzeile samt Anschlussbauwerken GstNr.: 1611/1, 1612/1, 1611/2, 1611/3, 1611/4, 1611/5, 1612/2, 1547/5, 1597/12, 1597/13, 1597/14 Brücke über die Zeile                                                                      |
| ja   | Datei hochladen | Kath. Pfarrkirche St. Josef ob der Laimgrube mit Pfarrhof, Laimgrubenkirche HERIS-ID: 16120 Objekt-ID: 12375                                              | Windmühlgasse 3 Standort KG: Mariahilf               | Die heutige Laimgrubenkirche ist eine 1906–1907 errichtete Replik der originalen, 1687–1692 erbauten barocken Saalkirche, die an der Mariahilfer Straße stand und 1907 wegen einer Verbreiterung der Straße abgerissen wurde. Die barocke Ausstattung wurde aus dem Vorgängerbau in die neue Kirche übertragen. | BDA-Hist.: Q1800725 Status: § 2a Stand der BDA-Liste: 2025-06-30 Name: Kath. Pfarrkirche St. Josef ob der Laimgrube mit Pfarrhof, Laimgrubenkirche GstNr.: 137/3 Laimgrubenkirche |
| ja   | Datei hochladen | Wohnhaus HERIS-ID: 13382 Objekt-ID: 9561 | Windmühlgasse 32 Standort KG: Mariahilf              | Das große Eckhaus wurde 1902 von Oskar Marmorek erbaut. Die frühsecessionistische Fassade mit neoklassizistischen Zügen ist mit abgerundeter Kante, Flacherker, Balkons, rundbogigen Dachgiebeln und Reliefdekor gestaltet. | BDA-Hist.: Q38176722 Status: Bescheid Stand der BDA-Liste: 2025-06-30 Name: Wohnhaus GstNr.: 64/1 Windmühlgasse 32 |
| ja   | Datei hochladen | Fillgraderstiege HERIS-ID: 14302 Objekt-ID: 10534 | Fillgradergasse 10, bei Standort KG: Mariahilf       | Die 1905–1907 von Max Hegele im Stil des Wiener Jugendstils errichtete Freitreppe verbindet im Zuge der Geländekante von der Mariahilfer Straße zur Linken Wienzeile die Fillgradergasse mit der Theobaldgasse. | BDA-Hist.: Q390534 Status: § 2a Stand der BDA-Liste: 2025-06-30 Name: Fillgraderstiege GstNr.: 1544 Fillgraderstiege |
| ja   | Datei hochladen | Marktanlage Naschmarkt samt Pavillons und sonstigen Gebäuden HERIS-ID: 110740 Objekt-ID: 128461                                                           | Standort KG: Mariahilf                               | Auf der Einwölbung des Wienflusses zwischen Linker und Rechter Wienzeile wurden ab 1910 nach einem Konzept von Friedrich Jäckel in drei Zeilen über 120 gemauerte Marktstände in einheitlichem Stil erbaut. Die Mittelzeile ist durchgehend blockweise verdacht mit rundbogigen Durchgängen. Die Dächer sind durch Glockendächer und teilweise Laternen rhythmisiert. Das Marktamt, ein an der Ecke Wienzeile – Kettenbrückengasse frei stehender vierseitiger Pavillon mit markantem Glockendach und einem farbigen Majolikarelief (Putto auf einem Bären reitend) im Giebelfeld der Vorderwand von Franz Barwig d. Ä., entstand 1915/16. Die 1817 erbaute Naschmarktkapelle wurde 1916 vom früheren Standort im Freihaus auf der Wieden auf den Naschmarkt (gegenüber Rechte Wienzeile 18) transferiert.                                                             | BDA-Hist.: Q417645 Status: § 2a Stand der BDA-Liste: 2025-06-30 Name: Marktanlage Naschmarkt samt Pavillons und sonstigen Gebäuden GstNr.: 1653/15, 1653/1, 1653/14, 1586/5, 1653/13, 272/1, KG Wieden: 1703/4, 1595/9, 1703/72, 1703/73, 1703/75, 1703/56 Naschmarkt, Vienna                                                                           |
| ja   | Datei hochladen | ehem. Stadtbahn – Teilbereich der heutigen U6 HERIS-ID: 111234 Objekt-ID: 129025                                                                          | Standort KG: Mariahilf                               | Die Stadtbahn wurde ab 1892 im Zuge der Regulierung von Donaukanal und Wienfluss geplant, ästhetischer Beirat war seit 1894 Otto Wagner. Er plante mit seinen Mitarbeitern Unterbau, Hochbauten (Stützmauern, Brücken, Tunnelportale, Viadukte, Stationen) und Details (Geländer, Gitter, Tore, Möbel, Beleuchtungsköper etc.) aller Stadtbahnlinien. Es entstanden nach sechs Jahren Bauzeit etwa vierzig Bahnkilometer mit 36 Stationen im Stil des Späthistorismus mit Jugendstilelementen. Von 1969 bis 1989 wurde das System modernisiert und schrittweise in das U-Bahn-Netz integriert. In Mariahilf ist die Stadtbahn hauptsächlich als Hochbahn ausgeführt und mündet in die Brücke über die Wienzeile. | BDA-Hist.: Q37822763 Status: Bescheid Stand der BDA-Liste: 2025-06-30 Name: ehem. Stadtbahn – Teilbereich der heutigen U6 GstNr.: 1611/2, 1611/3, 1611/4, 1622/1, 1625, 1597/12, 1597/13, 1597/14, 1547/4, 1547/5, 1547/5, 1625, 1611/1, 1612/1, 1622/2, 1622/3, 1622/4, 1622/7, 1622/8, 1651, 1611/5, 1612/2, 1130, 1131 Vienna Stadtbahn architecture |
| ja   | Datei hochladen | Wientalverbauung HERIS-ID: 111778 Objekt-ID: 129788seit 2016                                                                                              | Standort KG: Mariahilf                               | Die Regulierung des Wienflusses erfolgte in den Jahren 1894–1904, wo der größte Teil des Flusses in ein Betonbett gelegt wurde. Projektleiter waren Rudolf Krieghammer und Ludwig Leupschitz sowie Friedrich Ohmann und Josef Hackhofer (baukünstlerische Leitung). Otto Wagners Idee, den Fluss einzuwölben, um eine Prachtstraße zu errichten, wurde nur in einem Teilstück entsprochen. | BDA-Hist.: Q37826641 Status: Bescheid Stand der BDA-Liste: 2025-06-30 Name: Wientalverbauung GstNr.: 1620/1, 1620/2, 1653/13, 1586/5, 1586/2, 1653/15, 272/1 |

## Ehemalige Denkmäler
| Foto |                 | Denkmal                                                                                                 | Standort               | Beschreibung | Metadaten |
| ---- | --------------- | --- | ---------------------- | --- | --- |
| ja   | Datei hochladen | Eisenbahnbrücke, Otto Wagner-Brücke über die Wienzeile samt Anschlussbauwerken Objekt-ID: 72441bis 2011 | Standort KG: Sechshaus | Die Brücke über die Mollardgasse ist der nördlichste Teil der dreiteiligen Otto-Wagner-Brücke über die Wienzeile. Der Teil der Brücke, der grundbuchtechnisch zur KG Sechshaus gehört, ist als Denkmal nicht abgegangen, wird aber nicht mehr eigens geführt. | BDA-Hist.: Q106690464 Status: Bescheid Stand der BDA-Liste: 2011-05-30 Name: Eisenbahnbrücke, Otto Wagner-Brücke über die Wienzeile samt Anschlussbauwerken GstNr.: 122/1 Brücke über die Zeile |